# 충상운소
충상운소 (중국어 간체자: 冲上云霄, 정체자: 衝上雲霄, 병음: Chōng shàng yún xiāo 충샹윈샤오[*], 광둥어: Cung1 soeng5 wan4 siu1 충성완시우, 영어: Triumph in the Skies 트라이엄프 인 더 스카이즈[*])는 홍콩 TVB의 드라마이다.

## 배역표
- 석수(石修) - 탕황(唐璜)
- 한마리(韓馬利) - 싱자메이(邢佳美)
- 우전위(吳鎮宇) - 탕이탄(唐亦琛)
- 우줘시(吳卓羲) - 탕이펑(唐亦風)